# جانلوکا دی کیارا
جانلوکا دی کیارا (انگلیسی: Gianluca Di Chiara؛ زادهٔ ۲۶ دسامبر ۱۹۹۳) بازیکن فوتبال اهل ایتالیا است.
از باشگاه‌هایی که در آن بازی کرده‌است می‌توان به باشگاه فوتبال پروجا، باشگاه فوتبال لچه، باشگاه فوتبال پارما، باشگاه فوتبال فوجا، باشگاه فوتبال لاتینا، باشگاه فوتبال رجانا، و باشگاه فوتبال پالرمو اشاره کرد.
وی همچنین در تیم ملی فوتبال زیر ۱۹ سال ایتالیا بازی کرده‌است.